# بورتيشي
بُرتيشي أو بورتيتشي مدينة جنوب إيطاليا في مقاطعة نابولي ضمن إقليم كامبانيا، بها كلية الزراعة التابعة لجامعة نابولي، وبها متحف لسكك الحديدية، سكانها حوالي 57.777 نسمة، ومساحتها 4 كيلومتر مربع وبذلك فهي أحد أكثر مدن العالم كثافة سكانية حوالي 15ألف نسمة لكل كيلومتر مربع.

## السكان
في سنة 1861 بلغ عدد السكان 10٬050 نسمة، وتطور العدد ليصل في سنة 2011 لـ 55٬765 نسمة.
يظهر هذا المخطط البياني تطور النمو السكاني لـ بورتيشي

## أعلام
- لويزا كارلوتا دي بوربون
- ماتشيدونيو ميلوني
- كارلوس الرابع
- إنفانتي غابريل من إسبانيا
- ماريا لويزا من إسبانيا